# Wultendorf (Gemeinde Staatz)
Wultendorf ist eine Ortschaft und eine Katastralgemeinde der Marktgemeinde Staatz im Bezirk Mistelbach in Niederösterreich.

## Geografie
Das südwestlich von Staatz gelegene Dorf wird von der Landesstraße L20 erschlossen.

## Geschichte
Laut Adressbuch von Österreich waren im Jahr 1938 in der Ortsgemeinde Wultendorf ein Bäcker, zwei Dachdecker, ein Fleischer, zwei Gastwirte, zwei Gemischtwarenhändler, eine Milchgenossenschaft, ein Sattler, ein Schmied, drei Schneider, drei Schuster, ein Tischler, ein Viktualienhändler, ein Wagner und ein Landwirt mit Ab-Hof-Verkauf ansässig.